# Balamau
Balamau és una vila de l'Índia, i també una antiga pargana del districte d'Hardoi a Oudh (avui Uttar Pradesh). La vila és a uns 20 km al nord-oest de Sandila. La seva població no consta però no és molt nombrosa. El 1881 era de 2.461 habitants.
La pargana (65 km²) estava al tahsil de Sandila d'Oudh, i limitava al nord amb la pargana de Gopamau; a l'est i sud amb la de Sandila, i a l'est amb les de Bangar i Mallanwan; el límit estava format pel riu Sai. La pargana la va formar al final del regnat d'Akbar el Gran (vers 1600) Balai Kurmi que fugia de l'opressió dels chandela, va trobar refugi entre les tribus kachhwaha kshattriyas de Marhi, va netejar la selva i va fundar la vila de Balai Khera que després fou Balamau; una tradició diu que Balai Kurmi va rebre el territori dels kachhwahes com a recompensa per haver-los ajudat en contra d'una expedició musulmana. La població de la pargana el 1881 era d'11.720 habitants i abraçava 14 pobles dels quals vuit estaven dominats pels kachhwaha kshattriyas, dos pels nikhumbhs, dos per bramans sukul, un per kayasths i un per bramans caixmiris.